# 낙하기
낙하기(영어:Drop Pod)는 스타크래프트 2 종족인 테란의 유닛이다. 스타크래프트 2의 캠페인과 협동전에서만 등장하는 유닛이다. 

## 특징
낙하기는 스타크래프트 2에서 새롭게 추가된 유닛으로 궤도 사령부에서 지게로봇을 소환할 때 함께 소환되는 유닛이다. 낙하기의 영어 이름인 Drop Pod는 한글로 그대로 음역하면 드랍 포드가 된다. 낙하기는 아군 테란 유닛을 플레이어가 원하는 위치로 즉시 순간이동시키는 능력치를 가지고 있으며 그래서 강력한 테란의 유닛 수송 수단이 되는 유닛이 된다. 낙하기는 바이오닉 테란을 구사할 때 가장 많이 사용되는 유닛으로 이는 반응로만 있으면 바이오닉 테란과의 조합 시너지가 좋기 때문이다. 바이오닉 테란 외에 메카닉 테란이나 테란의 공중 유닛들과도 같이 사용되기도 하는데 이런 경우에는 기술 반응로까지 같이 지어야만 메카닉 테란이나 테란의 공중 유닛들과 유닛의 조합 시너지가 좋다. 낙하기로 아군 바이오닉 테란의 유닛이나 메카닉 테란의 유닛들을  순간이동시킬 때는 플레이어가 직접 원하는 곳으로 순간이동시키는 효과를 보지만 테란의 공중 유닛은 직접적인 순간이동보단 유닛이| 내려오는 연출로 순간이동하게 된다. 낙하기는 플레이어가 자신의 아군 테란 유닛들을 원하는 곳으로 순간이동시키는 좋은 능력을 가졌기 때문에 스타크래프트 2의 캠페인과 협동전에서는 미션을 깨기에도 탁월한 효과를 가진 유닛이 된다.

## 같이 보기
- 스타크래프트
- 테란